# سسیل وینگفیلد-استرتفورد
سسیل وینگفیلد-استرتفورد (به انگلیسی: Cecil Vernon Wingfield-Stratford) (زاده ۷ اکتبر ۱۸۵۳
- درگذشته ۵ فوریه ۱۹۳۹) بازیکن فوتبال اهل کشور انگلستان بود که سابقهٔ بازی در تیم ملی فوتبال انگلستان را در کارنامهٔ خود دارد. وی در تاریخ ۳ مارس ۱۸۷۷ تنها بازی ملی خود را در مقابل تیم ملی فوتبال اسکاتلند انجام داد.